# Dam tot Damloop 2015
De Dam tot Damloop 2015 werd gehouden op zondag 20 september 2015. Het was de 31e editie van deze loop. De hoofdafstand was 16,1 km. Er werd gestart vanaf de Prins Hendrikkade in het centrum van Amsterdam en via de IJ-tunnel gelopen naar het centrum van Zaandam. De loop haalde in april 2015 het nieuws, doordat alle startbewijzen voor de 10 Engelse mijl binnen 2,5 uur uitverkocht waren.
De wedstrijd werd bij de mannen gewonnen door de Keniaan Edwin Kiptoo in 45.19. Bij vrouwen won zijn landgenote Joyce Chepkirui in 51.30. Dit was haar tweede overwinning bij dit evenement, aangezien ze in 2013 de wedstrijd ook al eens had gewonnen. Haar landgenote Jackline Chepngeno werd tweede met een achterstand van slechts vier seconden. In totaal namen ruim 35.000 hardlopers deel aan het evenement, waarmee het een van de grootste 10 Engelse mijl-wedstrijden was ter wereld. Het aantal toeschouwers werd door de organisatie op 200.000 geschat.
Naast de 10 Engelse mijl stonden ook de Mini Dam tot Damlopen (600 m, 1 km, 1,8 km, 2,2 km) op het programma. Ook was er dit jaar de Damloop By Night, een loop over 5 mijl, die de avond voor de wedstrijd werd gelopen. Het parcours liep door verlichte en versierde straten van Zaandam. Hieraan deden ongeveer 10.000 deelnemers mee.

## Deelnemersaantallen
Het evenement was dit jaar gemaximaliseerd op 88.000 inschrijvingen:
| Sport                    | Limiet | Gefinishten |
| ------------------------ | ------ | ----------- |
| Dam tot Damloop          | 50.000 | 35.523      |
| Dam tot Damloop by night | 15.000 | 9.393       |
| Dam tot Dam Wandeltocht  | 17.000 | onbekend    |
| Dam tot Dam FietsClassic | 6.000  | onbekend    |
| Totaal                   | 88.000 |             |

## Uitslagen

### Mannen
| rang   | naam                   | land | tijd  |
| ------ | ---------------------- | ---- | ----- |
| Goud   | Edwin Kiptoo           | KEN  | 45.19 |
| Zilver | John Mwangangi         | KEN  | 45.58 |
| Brons  | Yenew Alamirew         | ETH  | 46.04 |
| 4      | Bonsa Diba             | ETH  | 46.30 |
| 5      | Merhawi Kesete         | ERI  | 46.35 |
| 6      | Bashir Abdi            | BEL  | 46.40 |
| 7      | Wilson Kipsang         | KEN  | 46.42 |
| 8      | Azmiraw Bekele         | ETH  | 47.27 |
| 9      | Ayele Abshiro          | ETH  | 47.28 |
| 10     | Noureddine Htaibi      | MAR  | 48.58 |
| 11     | Tom Wiggers            | NED  | 49.04 |
| 12     | Dame Tasema            | ETH  | 49.45 |
| 13     | Roman Fosti            | EST  | 49.51 |
| 14     | Florent Caelen         | BEL  | 49.54 |
| 15     | Jesse Stroobants       | BEL  | 49.58 |
| 16     | Joeri Wolf             | NED  | 50.06 |
| 17     | Michel Butter          | NED  | 50.25 |
| 18     | Regis Thonon           | BEL  | 50.38 |
| 19     | Willem Van Schuerbeeck | BEL  | 50.43 |
| 20     | Stan Niesten           | NED  | 51.08 |

### Vrouwen
| rang   | naam                 | land | tijd  |
| ------ | -------------------- | ---- | ----- |
| Goud   | Joyce Chepkirui      | KEN  | 51.30 |
| Zilver | Jackline Chepngeno   | KEN  | 51.34 |
| Brons  | Dibabe Kuma          | ETH  | 52.52 |
| 4      | Yenenesh Tilahun     | ETH  | 52.53 |
| 5      | Risa Takenaka        | JPN  | 52.56 |
| 6      | Elizeba Cherono      | KEN  | 54.18 |
| 7      | Sylvia Kibet         | KEN  | 54.29 |
| 8      | Ivy Kibet            | KEN  | 56.29 |
| 9      | Kim Dillen           | NED  | 56.35 |
| 10     | Inge de Jong         | NED  | 56.40 |
| 11     | Jamie van Lieshout   | NED  | 57.02 |
| 12     | Ruth van der Meijden | NED  | 57.06 |
| 13     | Hanna Vandenbussche  | BEL  | 57.14 |
| 14     | Irene van Lieshout   | NED  | 57.23 |
| 15     | Jill Holterman       | NED  | 57.27 |
| 16     | Firehiwot Gamachu    | BEL  | 58.01 |
| 17     | Sabine van de Reijt  | NED  | 58.04 |
| 18     | Jessica Oosterloo    | NED  | 58.15 |
| 19     | Marcella Herzog      | NED  | 58.37 |
| 20     | Karen Van Proeyen    | BEL  | 59.32 |

1985 ·
1986 ·
1987 ·
1988 ·
1989 ·
1990 ·
1991 ·
1992 ·
1993 ·
1994 ·
1995 ·
1996 ·
1997 ·
1998 ·
1999 ·
2000 ·
2001 ·
2002 ·
2003 ·
2004 ·
2005 ·
2006 ·
2007 ·
2008 ·
2009 ·
2010 ·
2011 ·
2012 ·
2013 ·
2014 ·
2015 ·
2016 ·
2017 ·
2018 ·
2019